# Völgyifalu
Völgyifalu (szlovénül: Dolina pri Lendavi) magyarok lakta falu Szlovéniában a Muravidéken. Közigazgatásilag Lendva községhez tartozik.

## Fekvése
Lendvától 6 km-re délkeletre a magyar határ mellett fekszik.

## Története
A régészeti leletek tanúsága szerint területén már az őskorban éltek emberek. Ezt bizonyítják az itt talált neolit telep maradványai, melyet később a rézkor embere is lakott.
Területét 1379-ben az alsólendvai Bánffy család kapta I. Lajos magyar királytól adományként. Első írásos említése 1389-ből származik "Welgyfalu" alakban. 1410-ben "Velgyfalu" néven szerepel a korabeli forrásokban.
1644-ig a család kihalásáig volt a Bánffyak birtoka. Ezután a Nádasdy család birtoka lett. 1690- ben Eszterházy nádor több más valaha Bánffy-birtokkal együtt megvásárolta. Ezután végig a család birtoka maradt.
Vályi András szerint "VŐLGYIFALVA. Magyar falu Szala Várm. földes Ura Hg. Eszterházy Uraság, lakosai többfélék, fekszik A. Szádvárnak szomszédságában, mellynek filiája; határjának egy részét Lendva vize szokta meg önteni; szőleji termők."
Fényes Elek szerint "Völgyifalu, magyar falu, Zala vgyében, az alsó lendvai uradal."
1910-ben 608, túlnyomórészt magyar lakosa volt.
Közigazgatásilag Zala vármegye Alsólendvai járásának része volt. 1919-ben a Szerb–Horvát–Szlovén Királysághoz csatolták, ami tíz évvel később vette fel a Jugoszlávia nevet. 1941-ben a Muramentét a magyar hadsereg visszafoglalta és 1945-ig ismét Magyarország része volt, majd a második világháború befejezése után végleg jugoszláv kézbe került. 1991 óta a független Szlovén Köztársaság része. 2002-ben 343 lakosa volt.

## Nevezetességei
- Neogótikus kápolnája a 20. század első felében épült.
- A faluban még egy kis kápolna áll, mely szintén 20. század első felében épült.
- Újkőkori település maradványai.